# 3. korpus (NOVJ)
3. korpus je bil partizanski korpus, ki je deloval kot del NOV in POJ v Jugoslaviji med drugo svetovno vojno.
Korpus je bil ustanovljen 5. oktobra 1943.

## Sestava
- 4. divizija
- 5. divizija
- 6. vzhodnobosanska brigada
- vsi NOP odredi vzhodne Bosne